# Whitfieldia stuhlmannii
Whitfieldia stuhlmannii är en akantusväxtart som först beskrevs av Gustav Lindau, och fick sitt nu gällande namn av C. B. Cl.. Whitfieldia stuhlmannii ingår i släktet Whitfieldia och familjen akantusväxter. Inga underarter finns listade i Catalogue of Life.